# Sowiarka (Niegoszowice)
Sowiarka – południowy przysiółek wsi Niegoszowice w Polsce położony w województwie małopolskim, w powiecie krakowskim, w gminie Zabierzów.
W latach 1975–1998 przysiółek należał administracyjnie do województwa krakowskiego.
Według danych historycznych, istniał tu jeden z pierwszych browarów Sowiarka w okolicy Krakowa, przy nim żyła w końcu XVIII w. sześcioosobowa rodzina żydowska. Powstał na gruntach wsi Niegoszowice.
Przysiółek położony jest przy drodze krajowej 79, w Rowie Krzeszowickim, pod zalesioną górą Chełm. W przysiółku położone jest źródło Sowiarka, wypływający ze źródła potok po ok. 100 m wpływa prawobrzeżnie do rzeki Rudawy, płynącej przez przysiółek. Od strony wschodniej graniczy z Kochanowem.